# Tomoki Hidaka
Tomoki Hidaka (japanisch 日高 智樹 Hidaka Tomoki; * 6. April 1980 in Miyazaki) ist ein ehemaliger japanischer Fußballspieler.

## Karriere
Hidaka erlernte das Fußballspielen in der Schulmannschaft der Tokai University Daigo High School und der Universitätsmannschaft der Pädagogischen Hochschule Fukuoka. Seinen ersten Vertrag unterschrieb er 2003 bei New Wave Kitakyushu (heute: Giravanz Kitakyushu). Am Ende der Saison 2007 stieg der Verein in die Japan Football League auf. Am Ende der Saison 2009 stieg der Verein in die J2 League auf. Ende 2010 beendete er seine Karriere als Fußballspieler.